# 駐休士頓臺北經濟文化辦事處
駐休士頓臺北經濟文化辦事處（英語：Taipei Economic and Cultural Office in Houston，簡稱：TECO-Houston）是中華民國外交部在美國德克薩斯州休士頓的領事館級辦事處。其位於綠道廣場大廈20樓，該辦事處領事轄區為德克薩斯州、阿肯色州、路易西安那州、密西西比州以及奧克拉荷馬州。

## 歷史
1979年1月1日，中华民国与美国断交。同年2月28日，中華民國駐霍斯頓總領事館閉館。3月1日，设立北美事務協調委員會駐霍斯頓辦事處。1992年4月30日，更名為北美事務協調委員會駐休士頓辦事處。10月10日，更名为駐休士頓臺北經濟文化辦事處:60—61。曾於此擔任辦事處處長者包括後來陸續擔任中華民國外交部部長的楊進添與林永樂。